# A Tor Bella Monaca non piove mai
A Tor Bella Monaca non piove mai è un film del 2019 diretto da Marco Bocci.

## Trama
Il film narra la vicenda di Mauro, un bravo uomo lasciato dalla ragazza che vive nel difficile quartiere di Tor Bella Monaca di Roma, dove scopre che la malavita è qualcosa con la quale si nasce o comunque con cui si viene a far parte.